# Locotractor

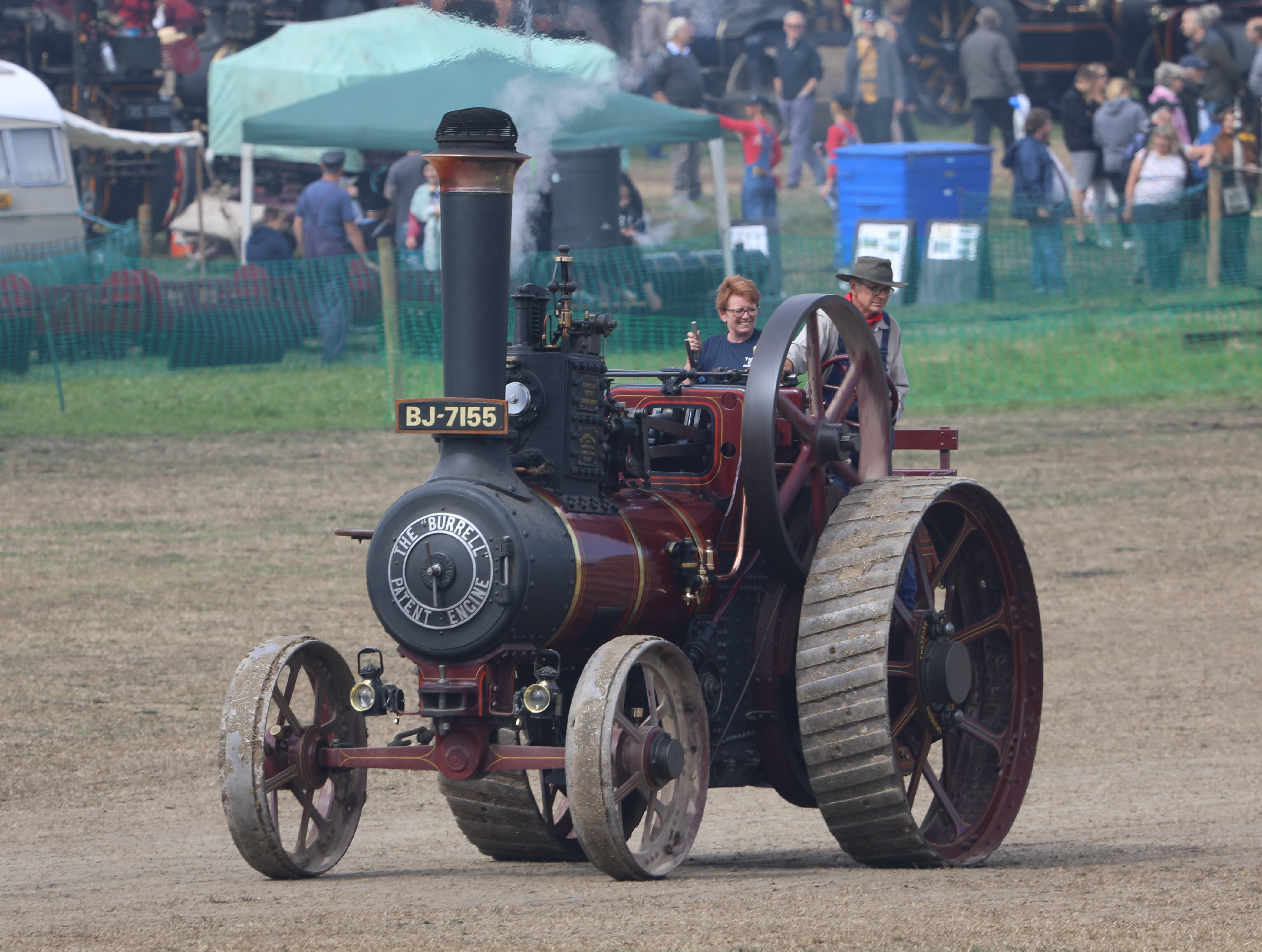
Locotractor clásico: un Burrell de 6 CV (nominales) de propósito general, en la Great Dorset Steam Fair en 2018

Un locotractor es un vehículo autopropulsado por un motor de vapor, que se utilizaba para mover cargas pesadas en carreteras, arar el terreno o proporcionar energía en un lugar determinado. El nombre deriva del latín tractus, que significa 'tirar', ya que la función principal de cualquier vehículo de tracción es arrastrar una carga detrás de él. A veces se les llama locomotoras de carretera, para distinguirlas de las locomotoras ferroviarias, es decir, de las máquinas de vapor que funcionan sobre rieles. 
Los locotractores tienden a ser grandes, robustos y potentes, pero pesados, lentos y difíciles de maniobrar. Sin embargo, revolucionaron la agricultura y el transporte por carretera en un momento en que el único motor principal alternativo era el caballo de tiro. 
Se hicieron populares en los países industrializados alrededor de 1850, cuando se desarrollaron las primeras máquinas de vapor portátiles autopropulsadas para uso agrícola. La producción continuó hasta principios del siglo XX, cuando la competencia de los tractores con motor de combustión interna significó su declive, aunque algunos continuaron en uso comercial en el Reino Unido hasta la década de 1950 e incluso más adelante. Todos los tipos de locotractores han sido sustituidos en sus usos comerciales. Sin embargo, se han conservado varios miles de ejemplares en todo el mundo, muchos en buen estado de funcionamiento. Las ferias de vapor se llevan a cabo durante todo el año en el Reino Unido y en otros países, donde los visitantes pueden observar de cerca el funcionamiento de estas máquinas. 
Los locotractores eran engorrosos e inadecuados para cruzar terrenos blandos o pesados, por lo que su uso agrícola generalmente era servir de motor estacionario, impulsando la maquinaria agrícola mediante correas de cuero accionando poleas; o en pareja, arrastrando un arado mediante un cable de un lado a otro de un campo. Sin embargo, donde las condiciones del suelo lo permitían, se prefería el arrastre directo de los utensilios agrícolas (enganchados a la "barra de tiro"). En Estados Unidos, esto condujo al desarrollo independiente del tractor de vapor.

## Historia

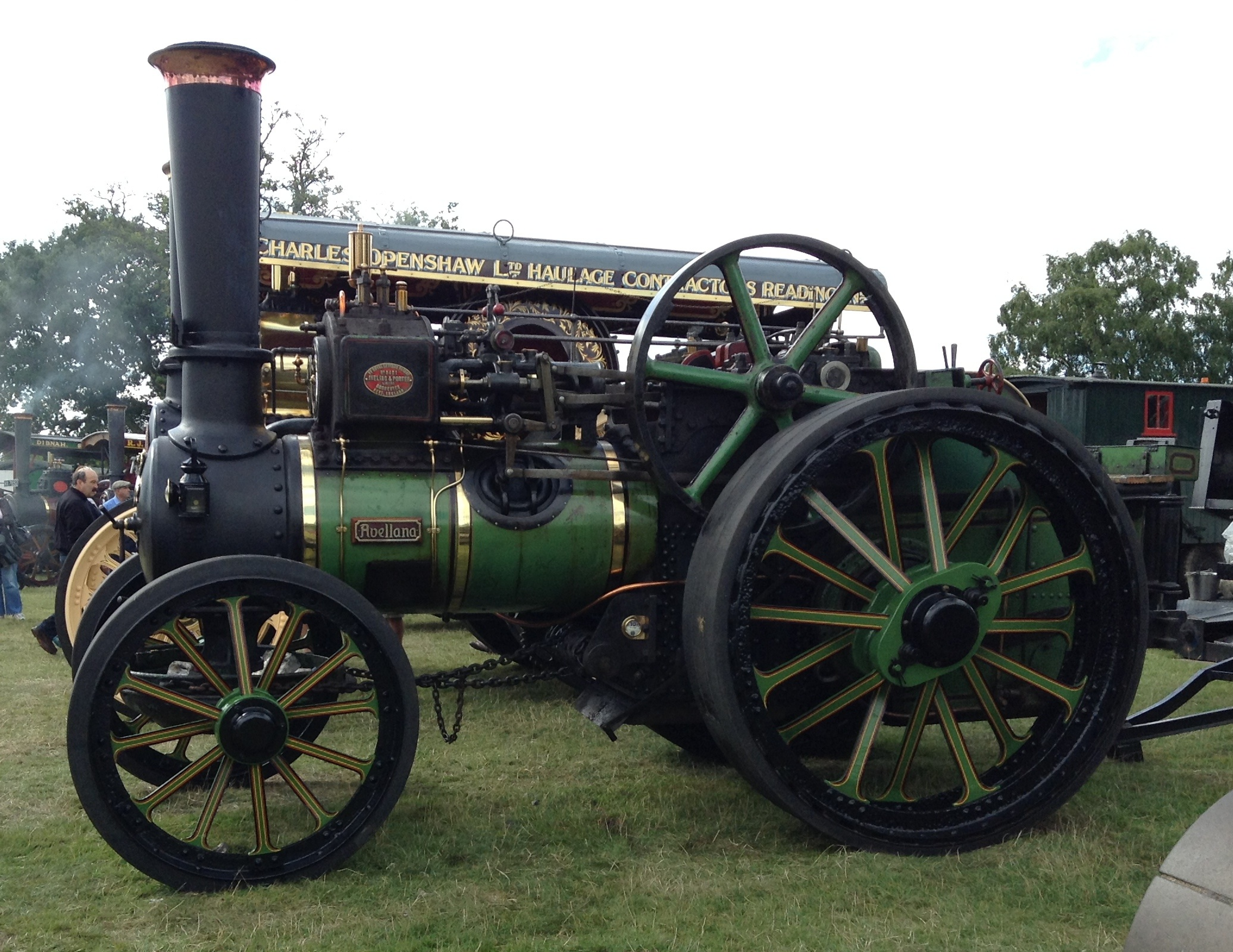
Locotractor Aveling & Porter Avellana

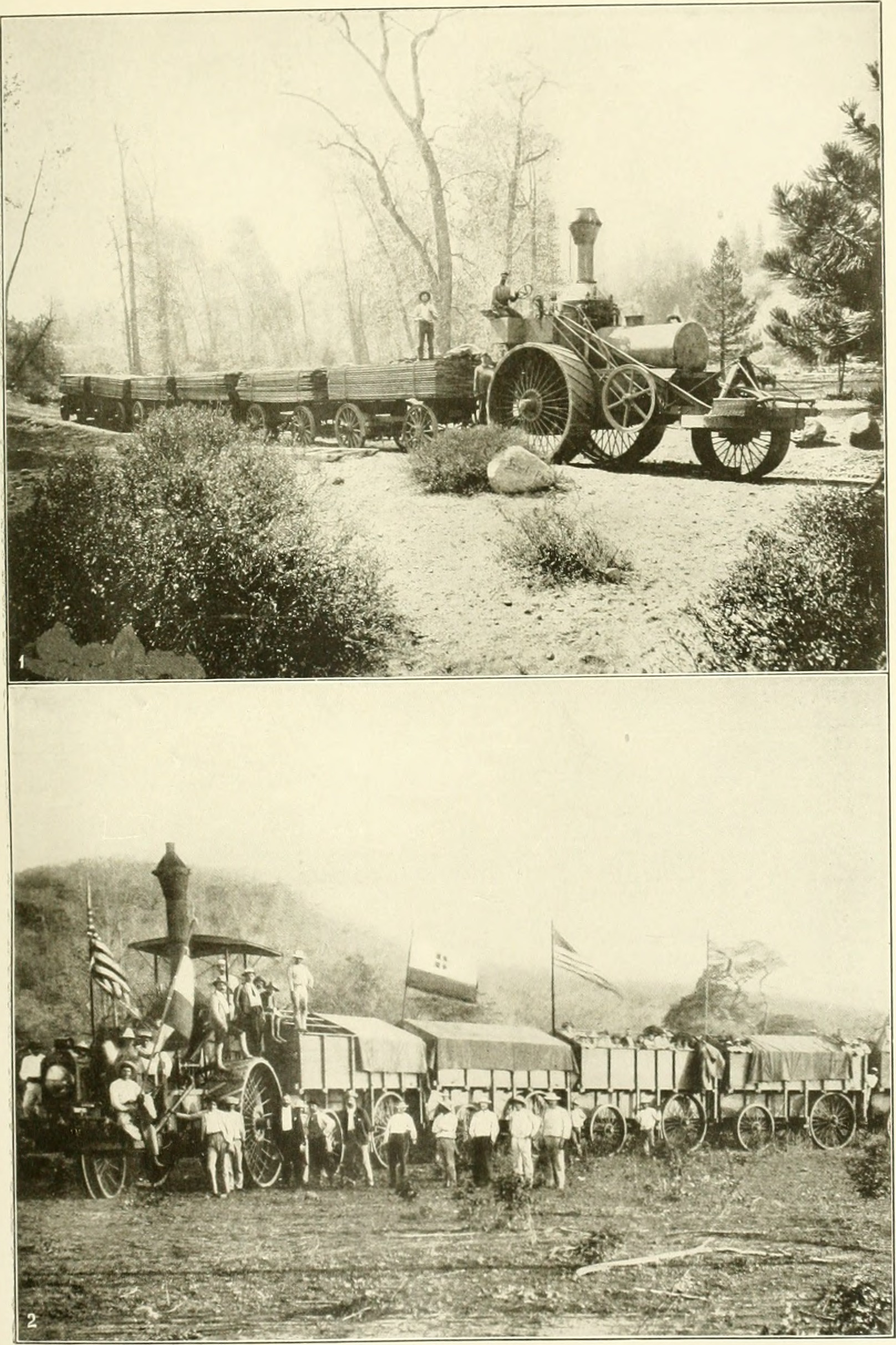
1) Un locotractor de 110 caballos de fuerza que transportaba madera en las montañas de la Sierra Nevada. 2) Locotractor transportando material de guerra para el gobierno nicaragüense.

Los límites del conocimiento técnico y de la tecnología de fabricación, significaron que los vehículos de carretera propulsados por vapor viables, no comenzaron a aparecer hasta los primeros años del siglo XIX. 
El locotractor, en su forma reconocible hoy en día, se desarrolló a partir de un experimento realizado en 1859, cuando Thomas Aveling modificó un locomóvil Clayton & Shuttleworth, que tenía que ser transportado de un lugar de trabajo a otro arrastrado por caballos, en un vehículo autopropulsado. La modificación se realizó colocando una larga cadena de transmisión entre el cigüeñal y el eje trasero. Thomas Aveling es considerado como "el padre del locotractor". Otras influencias fueron los vehículos existentes que fueron los primeros en ser denominados locotractores, como los motores Boydell fabricados por varias compañías y los desarrollados para el transporte por carretera por Bray. La primera mitad de la década de 1860 fue un período de intensa experimentación, pero a finales de la década la forma estándar del locotractor había evolucionado y cambiaría poco en los siguientes sesenta años. 
Hasta que la calidad de las carreteras mejoró, hubo poca demanda de vehículos más veloces, y en consecuencia, los locotractores se adaptaron para hacer frente a su uso en carreteras en mal estado y en pistas agrícolas. 
Hasta las primeras décadas del siglo XX, los fabricantes continuaron buscando una solución para obtener los beneficios económicos del arado directo y, particularmente en América del Norte, esto condujo al desarrollo estadounidense del tractor de vapor. Compañías británicas como Mann's y Garrett desarrollaron locotractores de arado directo potencialmente viables. Sin embargo, las condiciones del mercado estaban en su contra y no lograron ganar popularidad. Estas condiciones del mercado surgieron a raíz de la Primera Guerra Mundial, cuando hubo un exceso de equipos excedentes disponibles como resultado de la política del Gobierno Británico. Se habían construido grandes cantidades de arados mecánicos Fowler para aumentar la superficie de labranza durante la guerra y se importaron muchos tractores Fordson F ligeros desde 1917 en adelante. 

### Declive

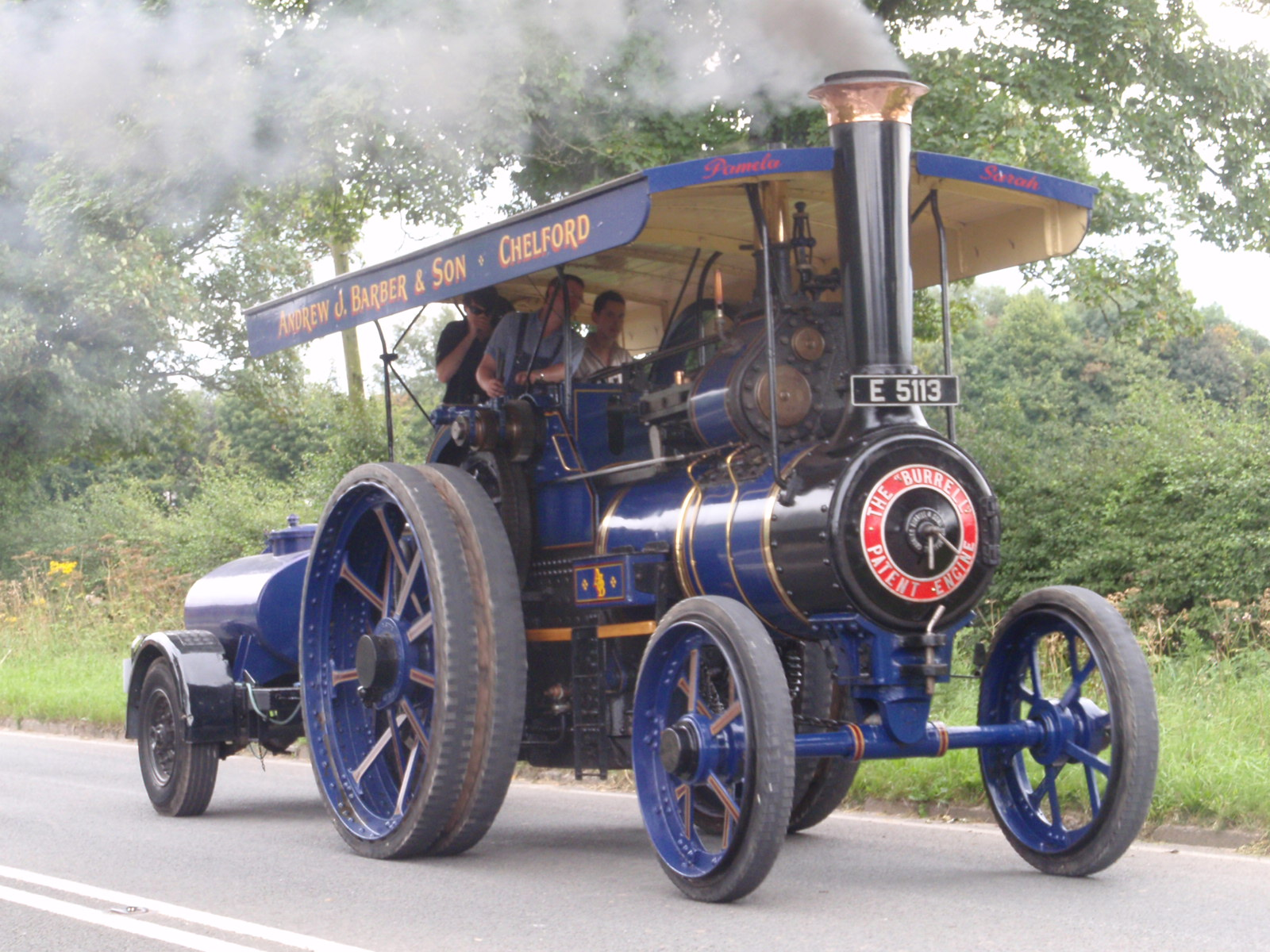
Locotractor de carretera Burrell tirando de una cisterna de agua, cerca de Jodrell Bank, Cheshire, Inglaterra

El vapor desapareció de las carreteras debido a las restricciones y a las cargas que aumentaron sus costos operativos. Hasta 1921, los tractores a vapor habían demostrado claras ventajas económicas sobre los caballos de tiro para el transporte pesado y los desplazamientos cortos. Sin embargo, los camiones de gasolina comenzaban a mostrar una mejor eficiencia y podían comprarse a bajo precio como excedente de guerra. En una ruta concurrida, un camión de gasolina de 3 toneladas podría ahorrar alrededor de 100 libras al mes en comparación con su equivalente de vapor, a pesar de los límites de velocidad restrictivos y los precios del combustible y los costos de mantenimiento relativamente altos.
A lo largo de las décadas de 1920 y 1930 se establecieron restricciones más estrictas al transporte de vapor por carretera, incluidos los límites de velocidad, humo y vapor, y un 'impuesto técnico', cuya tasa era proporcional al tamaño del área mojada de la caldera. Esto hizo que las máquinas de vapor fueran menos competitivas frente a las unidades con motor de combustión interna producidas en el país (aunque las importaciones estaban sujetas a impuestos de hasta el 33%). Como resultado del Informe Salter sobre la financiación de las carreteras en el Reino Unido, en 1933 se introdujo un 'impuesto sobre el peso por eje' para cobrar más a los vehículos comerciales por los costos de mantenimiento del sistema de carreteras y eliminar la percepción de que el uso gratuito de las carreteras estaba subsidiando a los competidores del transporte ferroviario El impuesto se aplicaba a todos los transportistas por carretera en proporción a la carga por eje y era particularmente restrictivo en la propulsión de vapor, cuyos vehículos eran más pesados que sus equivalentes de gasolina.
Inicialmente, el petróleo importado se gravaba mucho más que el carbón producido en Gran Bretaña, pero en 1934 el ministro de Transporte, Oliver Stanley, redujo los impuestos sobre los combustibles y aumentó el impuesto del Fondo de Carreteras para los locotractores a 100 libras por año, lo que provocó protestas por parte de los fabricantes, los transportistas, los feriantes y de la industria del carbón. Por entonces, se registraba un alto desempleo en la industria minera, cuando el negocio de transporte con vapor representaba un mercado de 950.000 toneladas anuales de carbón. El impuesto fue devastador para los negocios del transporte pesado, y precipitó el desguace de muchos locotractores.
Los últimos locotractores construidos en el Reino Unido datan de la década de 1930, aunque algunos continuaron en uso comercial durante muchos años, mientras hubo maquinistas experimentados disponibles para conducirlos.

### Preservación
A partir de la década de 1950, comenzó a desarrollarse un "movimiento de preservación", a medida que los entusiastas de estos vehículos se dieron cuenta de que los locotractores estaban en peligro de desaparecer. Muchos fueron comprados por aficionados entusiastas y restaurados, manteniéndose en perfecto estado de funcionamiento. Comenzaron entonces las reuniones de locotractores, inicialmente para disputar carreras entre los propietarios y luego se convirtieron en atracciones turísticas importantes en muchos lugares cada año. Se ha estimado que en el Reino Unido se han conservado más de dos mil locotractores.

## Funcionamiento

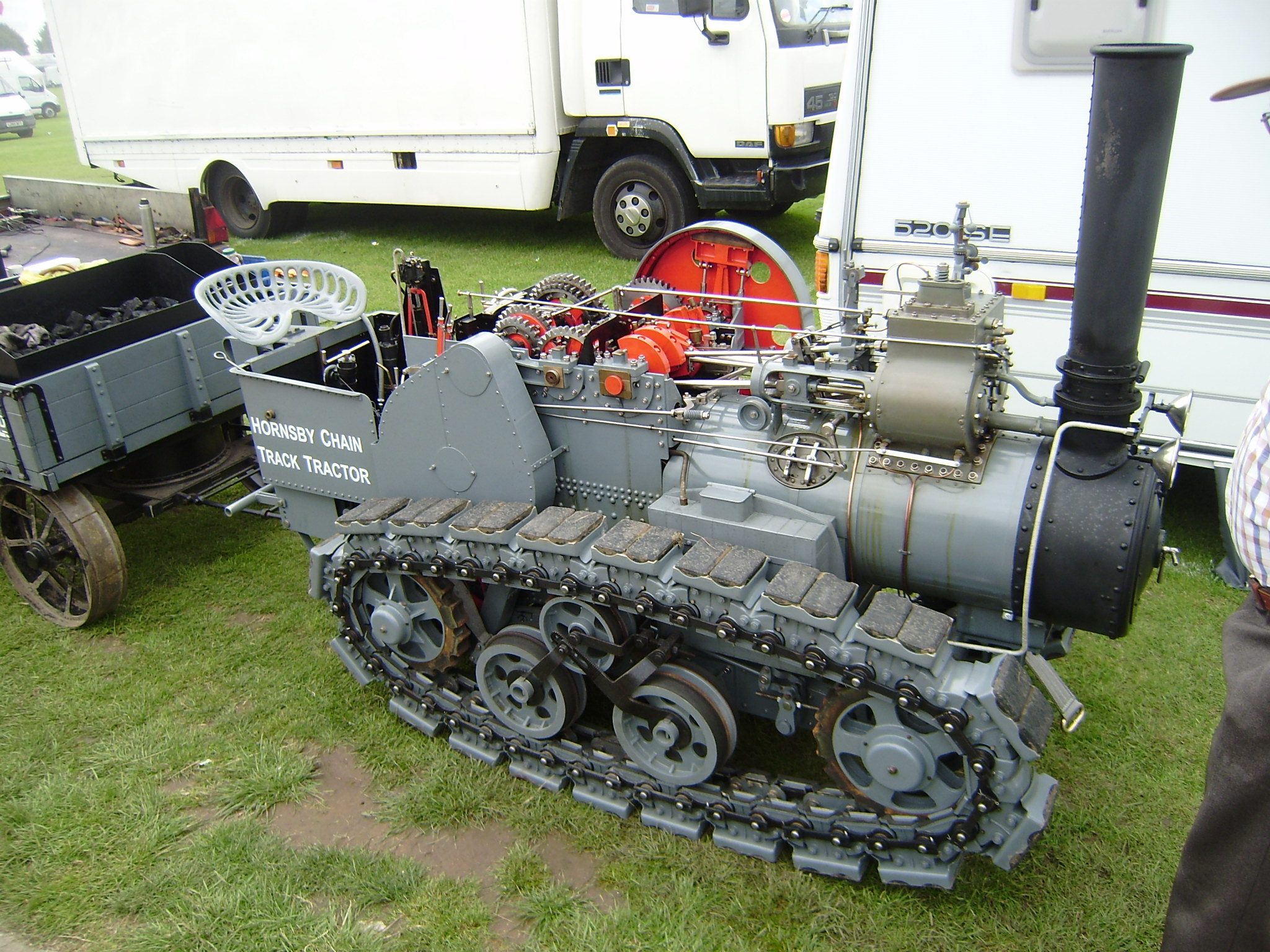
Locotractor oruga Hornsby (modelo a escala de trabajo)

Véase: máquina de vapor para una descripción de cómo funciona
Aunque los primeros motores de tracción empleaban la transmisión por cadena, es más típico que se usen engranajes grandes para transferir la transmisión desde el cigüeñal al eje trasero. 
Las máquinas suelen tener dos ruedas motrices grandes en la parte trasera y dos ruedas más pequeñas para la dirección en la parte delantera. Sin embargo, algunos locotractores disponían de tracción en las cuatro ruedas, y algunos modelos experimentaron con una forma primitiva de oruga.

## Tipos y uso
Los locotractores tuvieron un uso comercial en una gran variedad de trabajos entre mediados del siglo XIX y mediados del siglo XX. Cada tipo de trabajo requería una máquina con un conjunto diferente de características, y el locotractor evolucionó en varias configuraciones diferentes para adaptarse a estos distintos usos. 

### Motor agrícola (de uso general)

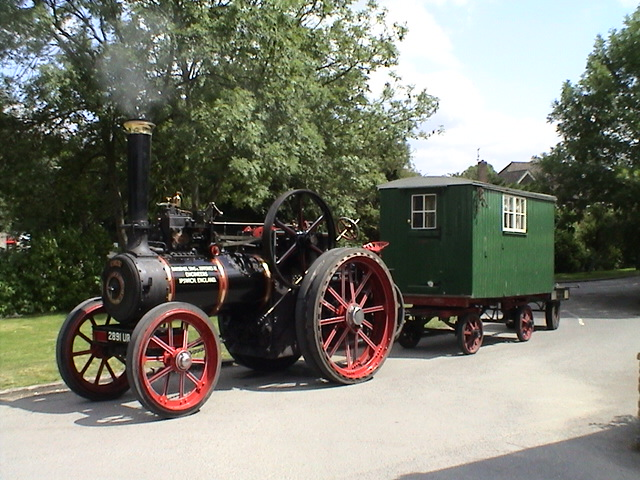
Un locotractor agrícola, remolcando una caseta y una cisterna de agua: Ransomes, Sims & Jefferies Ltd de 6 CV; modelo Jubilee de 1908

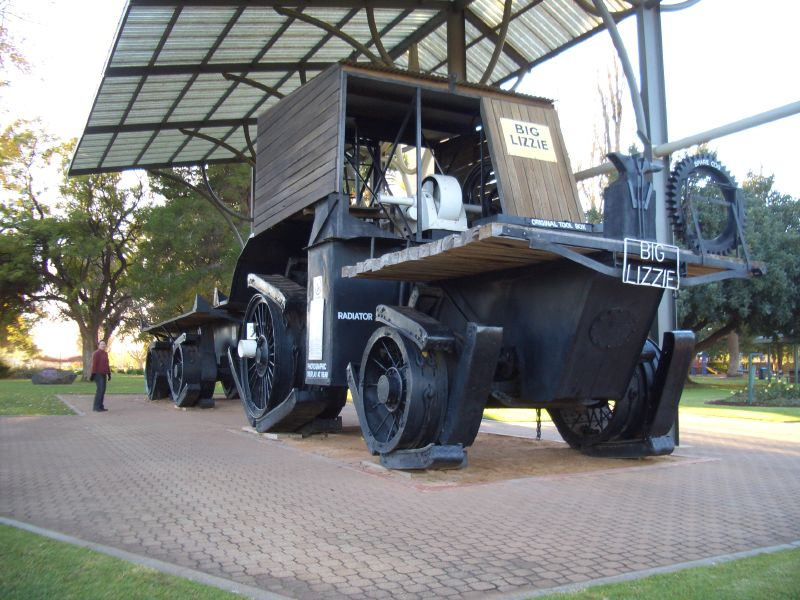
"Big Lizzie", un locotractor especialmente concebido con dos remolques, diseñado y construido por Frank Bottrill utilizando la rueda dreadnaught que diseñó. Cuando se construyó, "Big Lizzie" era el tractor más grande de Australia y se pensaba que era el más grande del mundo, con de alto por de ancho y con un peso de 46 toneladas

El tipo más común se encontraba en zonas agrícolas. Se utilizaron como transporte y como fuente de energía estacionaria. Incluso cuando los agricultores no poseían una máquina de este tipo, dependían de ella de vez en cuando. Muchas granjas usarían caballos de tiro durante todo el año, pero durante la cosecha, los contratistas de trilla viajaban de una granja a otra transportando la trilladora que se instalaba en el campo y se impulsaba desde el locotractor, en conocido ejemplo de motor estacionario móvil. 

#### Locotractores agrícolas en los Estados Unidos
Las condiciones favorables del terreno en EE. UU. significaron que los locotractores usualmente remolcasen directamente los arados, eliminando así la complicación de disponer de tornos, cables y engranajes adicionales, lo que simplificaba el mantenimiento. Los locotractores estadounidenses se fabricaron en una gran variedad de tamaños, desde el pequeño Russell de 6 CV, hasta los enormes modelos fabricados por Russell, Case y Reeves.  

### Arados mecánicos

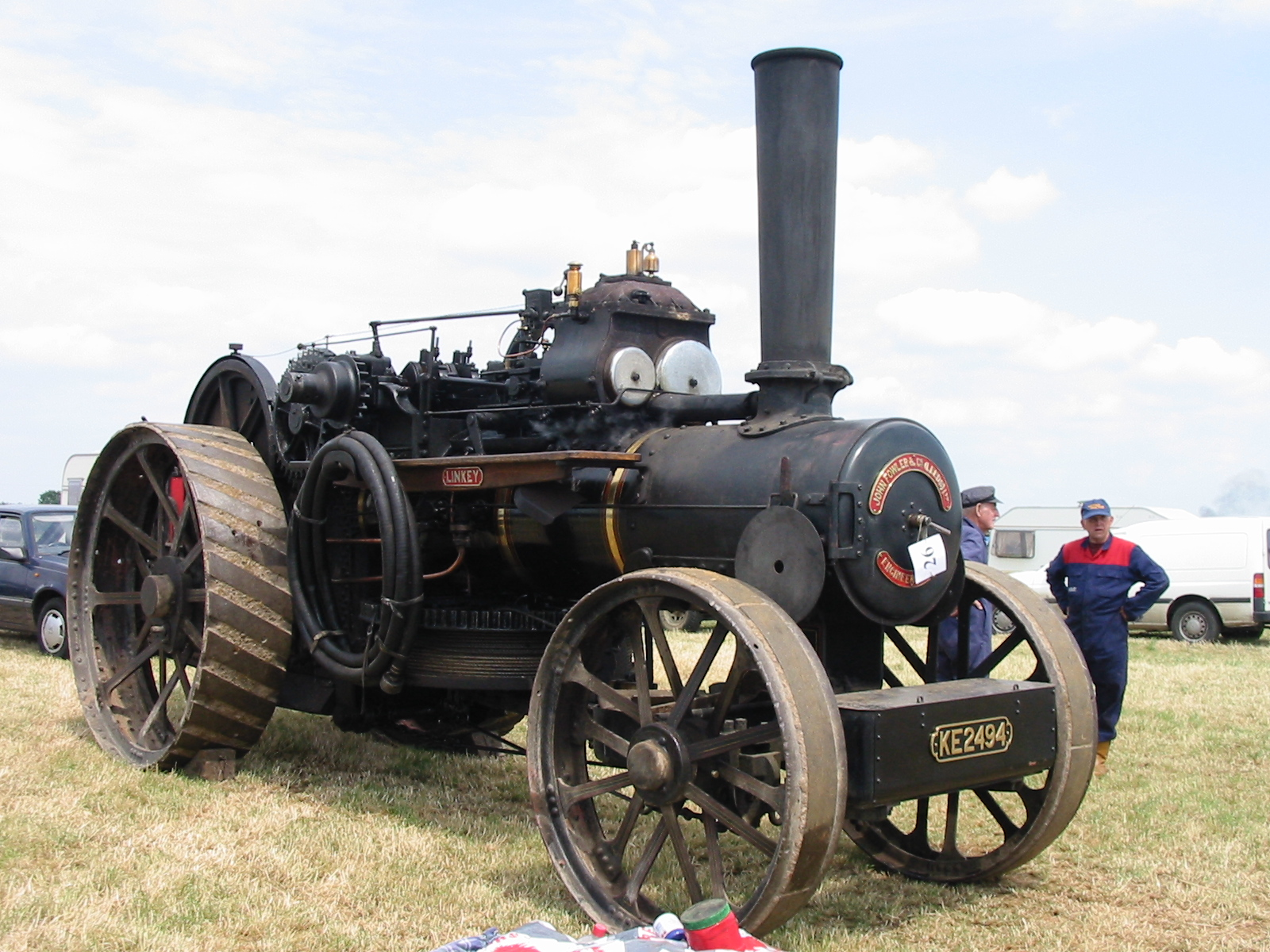
Un arado mecánico de John Fowler & Co.: el tambor del torno está montado debajo de la caldera (el 'tambor' lateral es en realidad una manguera para rellenar el tanque de agua). Se puede ver una caja de herramientas cerrada en el eje delantero; una bandeja con los útiles necesarios para desatascar el tractor se montaría de la misma manera, detrás del eje

Una forma distinta del locotractor se caracterizaba por disponer de un tambor de gran diámetro que funcionaba como un torno, accionado por un engranaje acoplado al motor de vapor. Sobre el tambor se enrollaba un largo cable de acero, que se usaba para arrastrar un arado a través de un campo, mientras el locotractor permanecía fijo. Este procedimiento evitaba el efecto negativo de la compactación del terreno producida por las ruedas. 
El tambor de enrollamiento estaba montado horizontalmente (debajo de la caldera), verticalmente (a un lado) o incluso concéntricamente, de modo que rodeaba la caldera. Sin embargo, la mayoría eran inferiores (horizontales) y necesitaban el uso de una caldera extra larga para permitir suficiente espacio para ubicar el tambor entre las ruedas delanteras y traseras. Estos diseños fueron los locotractores más grandes y más largos que se construyeron. 
La mayoría de los motores de arado trabajaban en pares, uno a cada lado del campo, con el cable de cada máquina sujeto al arado. Los dos conductores se comunicaban mediante señales acústicas, utilizando los silbatos de sus locotractores. 
Se construyeron gran variedad de implementos para su uso con motores de arrastre. Los más comunes fueron el arado y el cultivador: arar y cultivar son los trabajos más exigentes físicamente en una granja de cultivo. Otros implementos podrían incluir un excavador de zanjas, que se usaba para crear un canal o tubería de drenaje subterráneo, o una cubeta para dragar ríos o fosos. 
Con frecuencia, los motores estaban provistos de una "bandeja de espigas" en el eje delantero, para almacenar las "espigas" que se colocarían en las ruedas cuando se cruzara un terreno accidentado. 
La invencióndel arado mecánico a mediados del siglo XIX se atribuye a John Fowler, un ingeniero e inventor agrícola inglés. Sin embargo, un dispositivo similar, ideado por Peter, Lord Willoughby de Eresby y su alguacil George Gordon Scott, y construido en Swindon Works, se exhibió en la Gran Exposición de 1851 en Londres, algunos años antes de que apareciera el sistema de Fowler. Lord Willoughby había indicado que su diseño podía copiarse libremente, y Fowler había visitado el castillo de Grimsthorpe, la finca donde se habían instalado estos arados mecánicos.
Los arados mecánicos eran raros en los Estados Unidos; allí los arados generalmente eran arrastrados directamente por un locotractor agrícola o por un tractor de vapor. 

### Tractor de vapor (EE. UU.)
En América del Norte, el término tractor de vapor generalmente se refiere a un tipo de tractor agrícola accionado por una máquina de vapor, utilizado ampliamente a fines del siglo XIX y principios del XX. 

### Tractor de vapor (Reino Unido)
En Gran Bretaña, el término tractor de vapor se aplica con mayor frecuencia a los modelos más pequeños de locotractor, típicamente a aquellos que pesan menos de cinco toneladas, de forma que la máquina pueda ser atendida por una sola persona (los locotractores eran tripulados por al menos dos personas: un conductor y un fogonero). Se utilizaban para transportar pequeñas cargas en la vía pública. Aunque se conocen como tractores de vapor ligeros, estos locotractores son generalmente versiones más pequeñas de los modelos de carretera. 
Eran populares en el comercio de madera en el Reino Unido, aunque también se diseñaron variaciones para el transporte ligero general por carretera. 
El más popular de estos diseños fue probablemente el Garrett 4CD, con un motor de 4 caballos de potencia nominal y ciclo compuesto.

### Locotractor de carretera

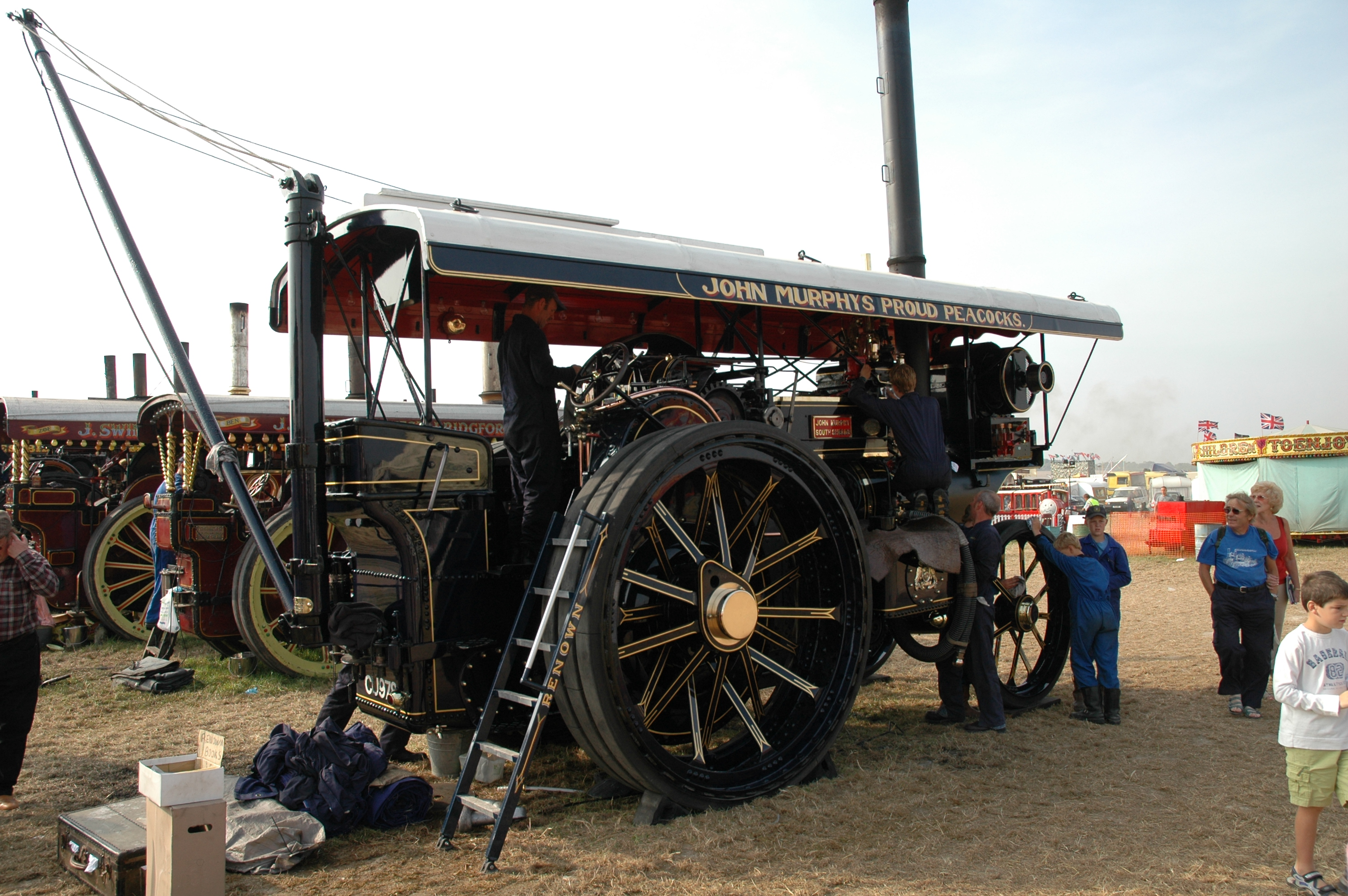
Locotractor de un feriante en la Gran Feria del Vapor de Dorset

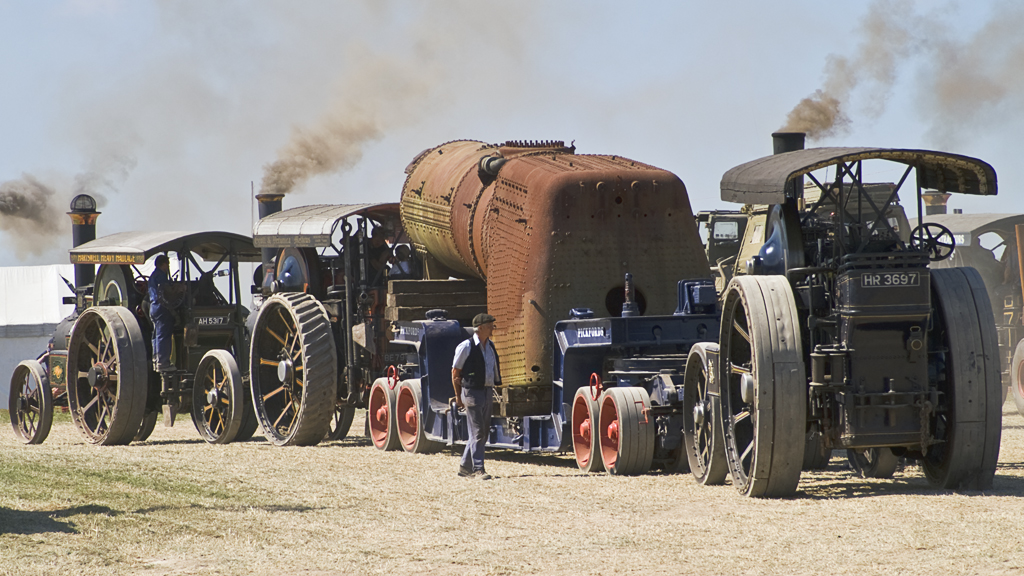
Tracción a vapor de transporte pesado

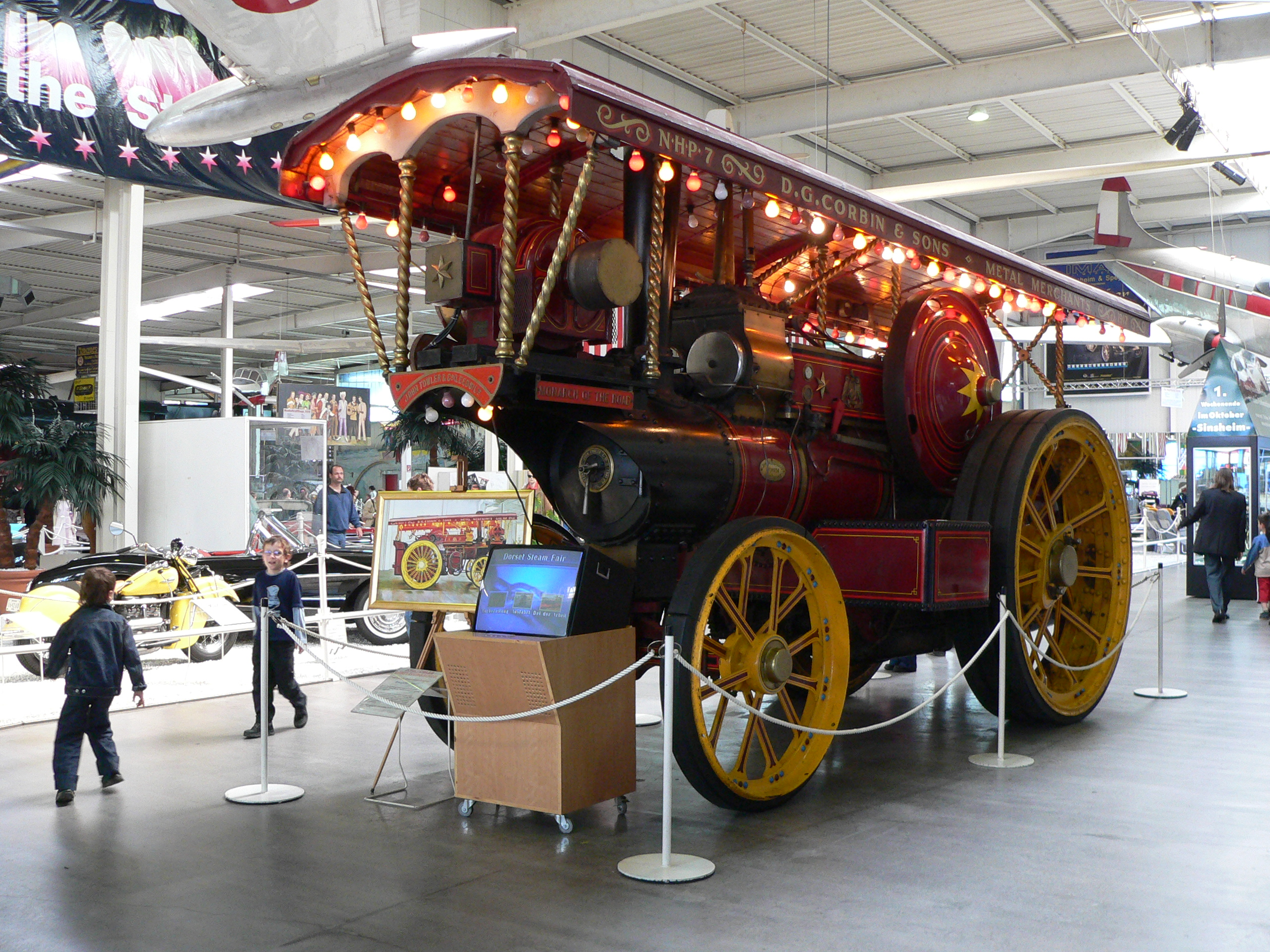
Locotractor de feriante marca Fowler, modelo Monarch of the Road

Diseñados para el transporte de cargas pesadas en carreteras públicas, era común que dos o incluso tres locotractores se unieran para permitir el manejo de cargas muy pesadas. 
Las principales características de estos locotractores son sus ruedas traseras muy grandes equipadas con neumáticos de goma maciza, engranajes de tres velocidades (la mayoría de los tipos de motores de tracción tienen solo dos velocidades), suspensión trasera y depósitos auxiliares para disponer de mayor autonomía entre las paradas necesarias para reponer agua. Todas estas características estaban pensadas para mejorar la conducción y el rendimiento del motor, y se utilizaron para viajes de cientos de millas. La mayoría de los locotractores de carretera estaban equipados con un tambor de cabrestante en el eje trasero, que se podía usar quitando los pasadores de las ruedas traseras, lo que permitía que el tren de transmisión accionase el tambor del cabrestante en lugar de las ruedas. 
James Boydell trabajó con el fabricante británico de motores de tracción a vapor Charles Burrell & Sons para producir motores de transporte por carretera desde 1856, que usaban sus ruedas Dreadnaught, particularmente adecuadas para carreteras en mal estado o su uso por caminos.
Varios locotractores de carretera están equipados con un brazo de grúa en la parte delantera. El pivote de la pluma se monta en el conjunto del eje delantero y se añade un pequeño cabrestante en una extensión de la caja de humos frente a la chimenea, pasando el cable sobre una polea en la parte superior del brazo de la pluma. El cabrestante funciona con engranajes cónicos mediante un eje accionado directamente desde el motor, con algún tipo de embrague que proporciona control de subida y bajada. Se usaban para cargar un remolque y transportarlo a una nueva ubicación. A menudo se les conoce como 'locotractores grúa'. 
Una forma particularmente distintiva del locotractor de carretera era el locotractor de feriante. Eran operados por feriantes itinerantes, tanto para remolcar equipos de feria como para accionarlos una vez instalados, ya fuese directamente o con un generador eléctrico. Solían estar muy decorados y formar parte del espectáculo de la feria. Algunos estaban equipados con una pequeña grúa que se podía usar al ensamblar la atracción que transportaban.

### Apisonadora

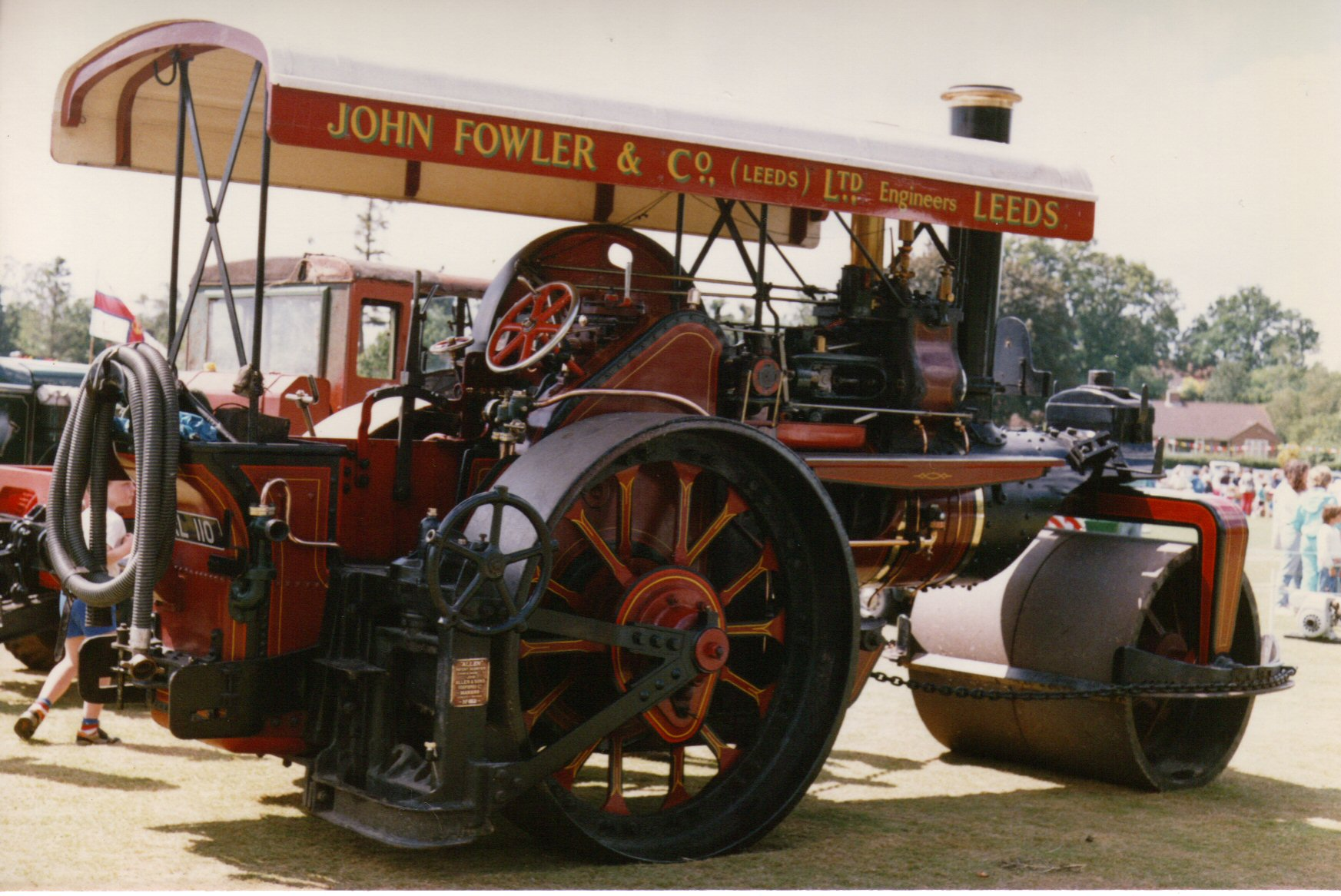
Una apisonadora

Los rodillos de vapor se utilizaron para construir carreteras y aplanar el terreno. Habitualmente diseñados con un solo rodillo pesado (en la práctica, generalmente un par de rodillos adyacentes) que reemplazaban a las ruedas delanteras, y ruedas traseras lisas sin frenos. 
Algunos locotractores fueron diseñados para ser convertibles: la misma máquina básica podía equiparse con cualquiera de los estándares, como ruedas de carretera o bien rodillos lisos. El cambio suponía algo menos de medio día de trabajo.

## Dispositivos relacionados

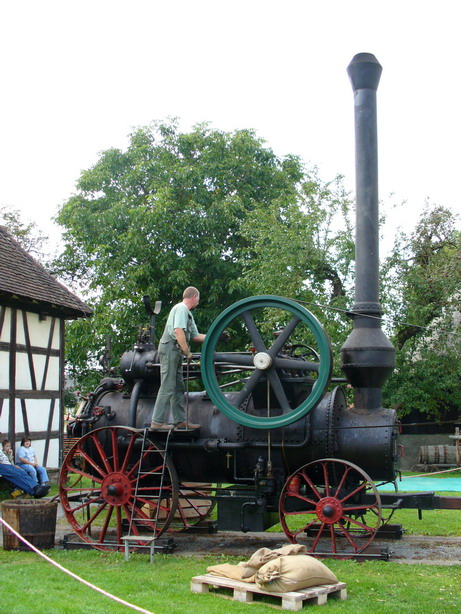
Un locomóvil, o motor portátil, que no puede autopropulsarse.

Varios otros vehículos propulsados por vapor comparten características de diseño con el locotractor, generalmente porque la misma tecnología se reutilizó en una nueva aplicación. 

### Motor portátil
Un motor portátil, o locomóvil, es un tipo de combinación de motor de vapor y caldera autónomo que se puede mover de un sitio a otro. Aunque tiene un gran parecido, tanto de apariencia como en operación (estacionaria), el motor portátil no está clasificado como motor de tracción, ya que no es autopropulsado. Sin embargo, se incluye en esta lista porque el locotractor es un descendiente directo de estas máquinas.

### Carruaje de vapor

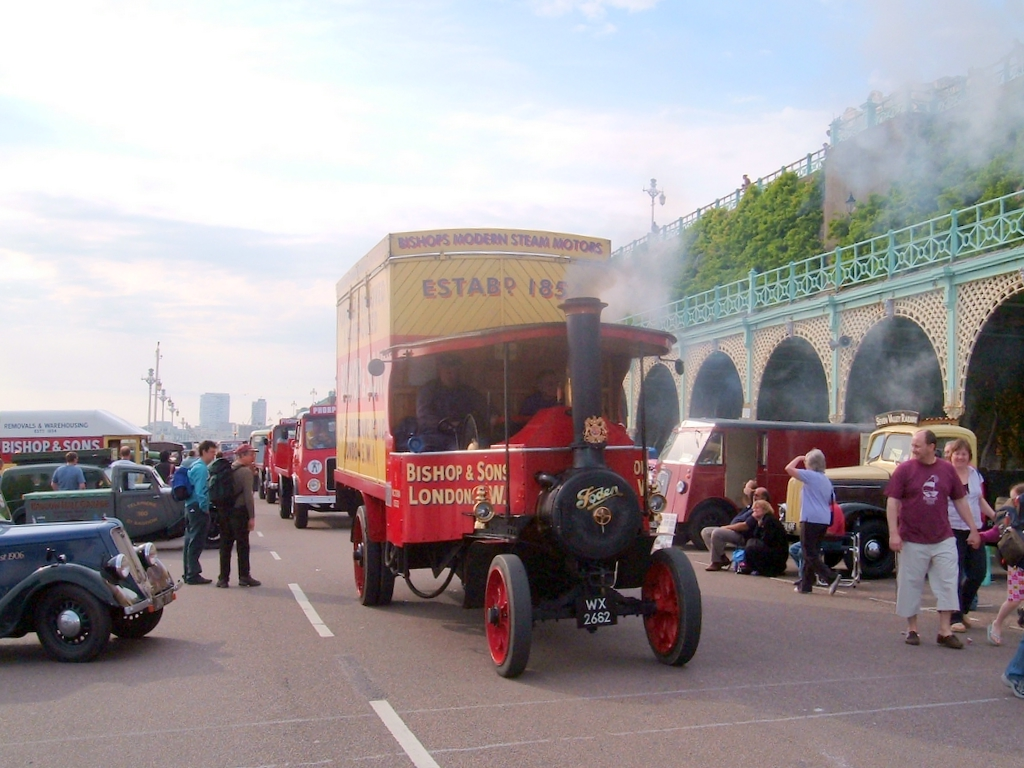
1930 Foden C-Type 5 ton 'sobretipo'

Un carruaje de vapor es un vehículo de carretera propulsado por vapor para transportar mercancías. Era la primera forma de camión y se presentaba en dos formas básicas: sobretipo y subtipo. La diferencia consiste es la posición del moto en relación con la caldera. Entre las empresas que se especializaron en estos vehículos en la década de 1900 se encontraba Invicta Works de Maidstone, de corta duración, propiedad de Jesse Ellis. 
El sobretipo tenía una máquina de vapor montada sobre una caldera de tubo de fuego, de manera similar a un locotractor. 
El subtipo tenía la máquina de vapor montada debajo de la caldera, generalmente entre los marcos del chasis. La caldera generalmente se montaba bien hacia adelante y a menudo era de tipo vertical y/o de tubo de agua. 
Los carruajes de vapor eran la forma dominante de tracción motorizada para el transporte comercial en la primera parte del siglo XX, aunque eran un fenómeno en gran parte británico, con pocos fabricantes fuera de Gran Bretaña. La competencia de los vehículos propulsados por combustión interna y la legislación adversa significaron que pocos permanecieron en uso comercial más allá de la Segunda Guerra Mundial. 

### Locotractores ferroviarios

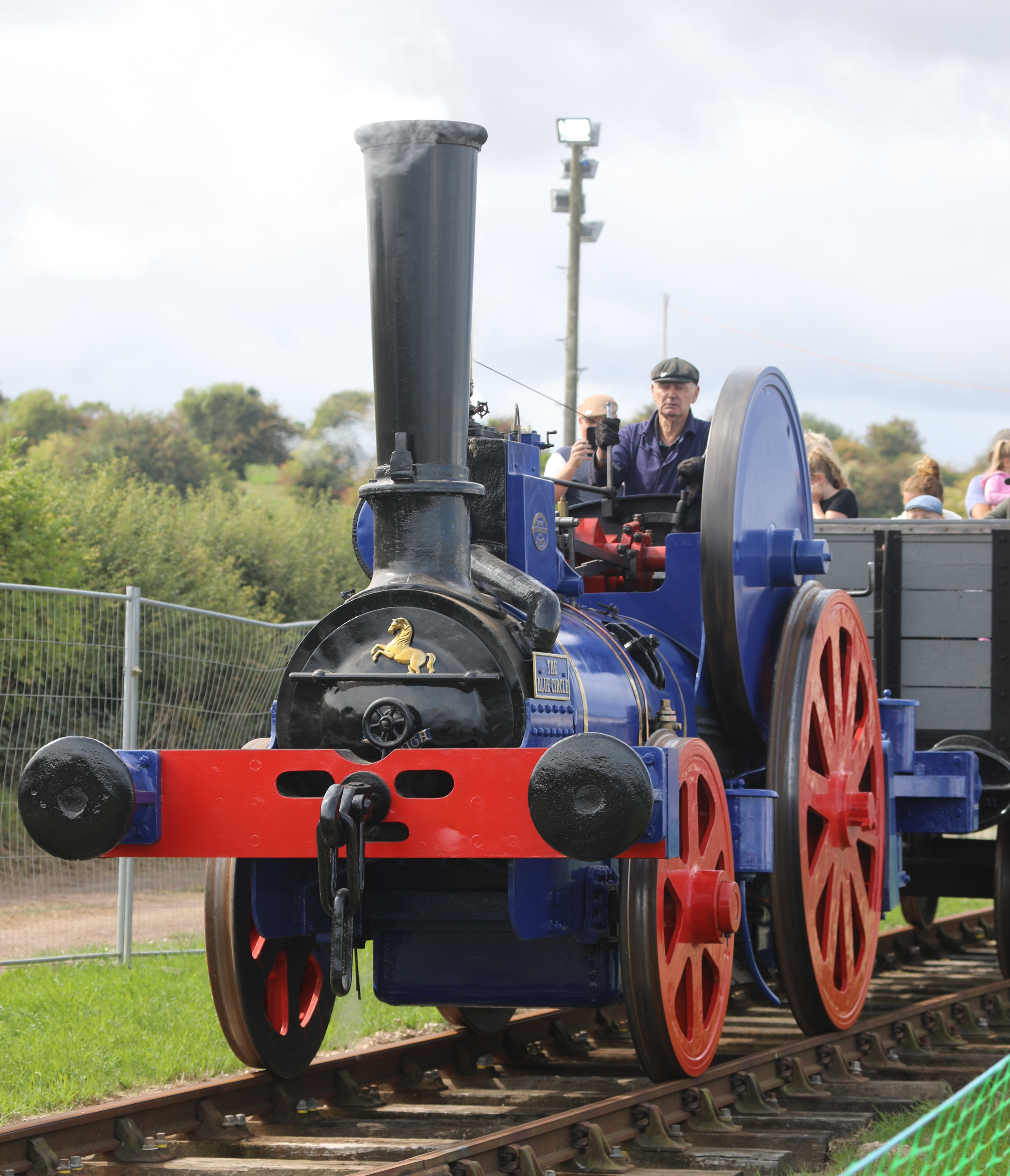
Una locomotora ferroviaria basada en un locotractor Aveling y Porter, como la utilizada por la Holborough Cement Co.

Varios fabricantes de locotractores (como Aveling y Porter, y Fowler) construyeron locomotoras para trenes ligeros basadas en sus modelos de carretera. En su forma más básica, simplemente tenían ruedas de acero con bridas para permitirles correr sobre rieles. Los modelos más sofisticados tenían la caldera y el motor montados en un chasis que transportaba ejes de vagón de ferrocarril. El eje trasero era impulsado desde el motor por un engranaje o una cadena. Estas locomotoras inusuales se vendieron a pequeñas industrias para su uso en tareas de maniobras y clasificación, aunque también encontraron el favor de las empresas de ingeniería dedicadas a la construcción de ferrocarriles principales para transportar hombres, equipos y materiales sobre la línea parcialmente construida.

## Terminología
- Espiga o lengüeta – tira de metal en ángulo que se puede atornillar a las ruedas motrices para proporcionar una mayor tracción en terrenos blandos o pesados. A menudo se requerían estas espigas en los locotractores usados para arar cuando se movían por tierras de cultivo.
- Strake – nombre de las tiras diagonales fundidas o remachadas en los bordes de las ruedas para proporcionar tracción en terreno suelto (similar a la banda de rodadura de un neumático).
- Potencia nominal en caballos – nCV es la forma típica en que se clasifican los locotractor. Sin embargo, durante mucho tiempo se ha aceptado que la potencia nominal en caballos subestima en gran medida la potencia real del motor. Hay muchas formas de estimar la potencia real en caballos, pero ninguna de ellas da una respuesta precisa.

## Uso moderno

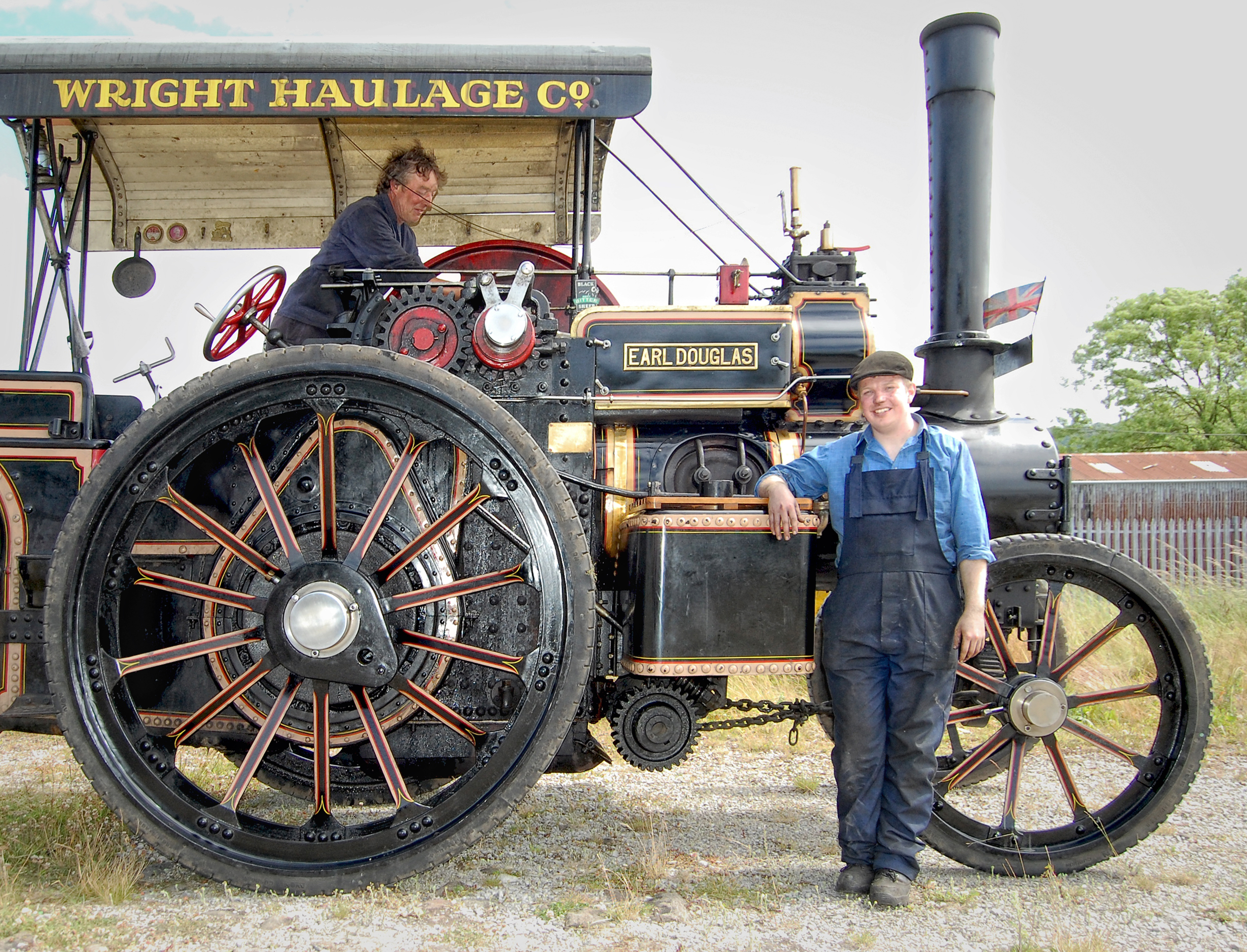
Dos operadores tras participar en un desfile con su locotractor, 'Earl Douglas' en el carnaval de Otley en Yorkshire, Inglaterra

Aunque ya no se usan comercialmente, locotractores de todo tipo continúan siendo mantenidos y preservados por aficionados entusiastas, y con frecuencia se exhiben en ferias agrícolas en Europa (particularmente en el Reino Unido), Canadá y Estados Unidos. A menudo son una atracción principal en un festival de vapor en vivo (véase Anexo:Lista de ferias del vapor). 
Modelos a escala de locotractores impulsados por vapor son fabricados por varias compañías, especialmente por Mamod y por Wilesco. Normalmente se venden como piezas mecanizadas para que se proceda a su montaje. 

## En la cultura popular
En el cine
- La película de 1962, The Iron Maiden, era protagonizado por el locotractor de un feriante rodeado de muchas otras máquinas, en el mitin anual de Woburn Abbey.
- En la película de 2004 Tremors 4: The Legend Begins, los habitantes de Rejection, Nevada, poseían un locotractor, y estaban orgullosos de ello. Cuando se vieron obligados a abandonar su ciudad, el locotractor iba a usarse para tirar de dos vagones.

En la literatura
- Trevor el Locotractor es uno de los personajes no ferroviarios que aparecen en la serie de libros infantiles The Railway Series, escritos porWilbert Awdry. Trevor fue 'salvado de la chatarra' por el vicario de Wellsworth, con la ayuda de Edward the Blue Engine. También interviene en varios episodios en la serie de televisión Thomas y sus amigos. Otro locotractor, Fergus the Railway Traction Engine, también aparece en la serie, pero a diferencia de Trevor, Fergus corre sobre rieles en lugar de carreteras.

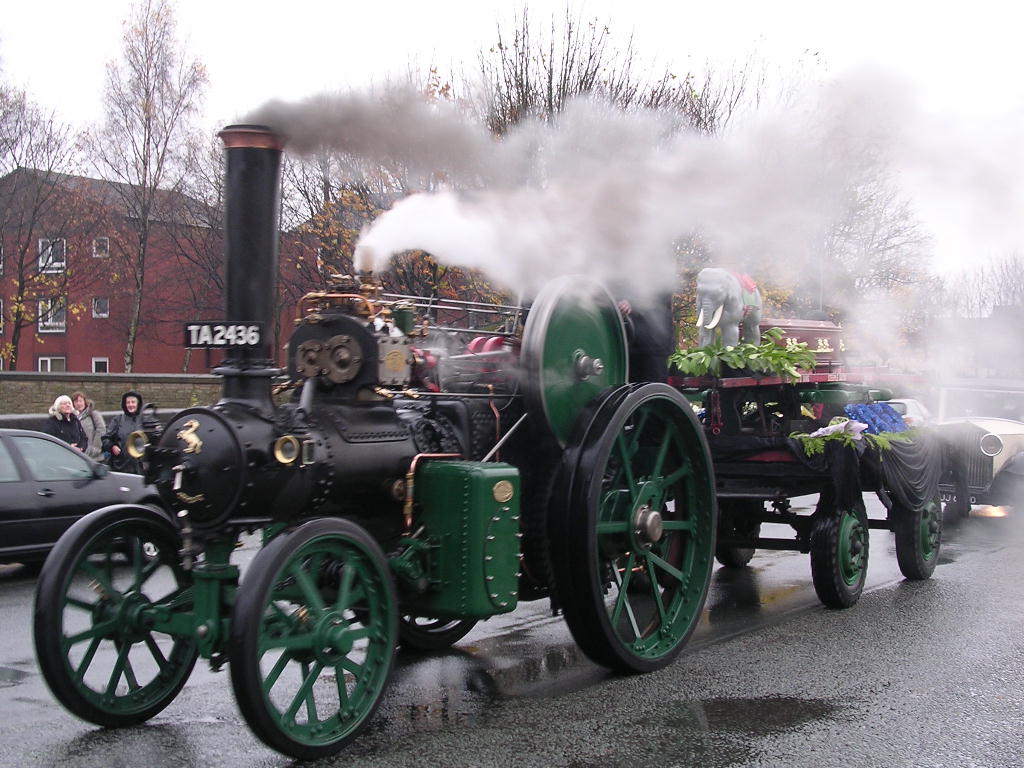
La procesión fúnebre de Fred Dibnah (noviembre de 2004), encabezada por la Aveling & Porter de Dibnah, fabricada en 1912

- En el libro Gumdrop and The Farmer's Friend, de Val Biro, el viejo automóvil Gumdrop es rescatado de una zanja nevada por "The Farmer's Friend", un locotractor perteneciente a un agricultor local. Algunos meses después, los dos vehículos son fundamentales para frustrar a un par de ladrones de coches. Los documentos finales del libro incluyen un dibujo en sección simplificado de un locotractor: un Fowler de un solo cilindro y 6 CV nominales, construido en 1903.
- Los motores de tracción para el transporte por carretera ocupan un lugar destacado en Pavane, novela de historia alternativa, obra de Keith Roberts.

En televisión
- Fred Dibnah, de Bolton, Inglaterra, era conocido como una institución nacional en Gran Bretaña por la conservación de viejas máquinas de tracción y otras máquinas de vapor. Su serie de televisión, Fred Dibnah's Made in Britain, lo muestra recorriendo el Reino Unido en su locotractor de 10 toneladas restaurado.
- En la obra de televisión Threads, que representa las consecuencias de la guerra nuclear en el Reino Unido, los locotractores vuelven a utilizarse a medida que la gasolina deja de estar disponible.